# Iodobenzeno
Iodobenzeno é um composto organoiodo que consiste de um anel de benzeno substituído com um átomo de iodo. É útil como um intermediário de síntese em química orgânica. É um líquido incolor volátil, embora amostras envelhecidas possam ter aparência amarelada.

## Preparação
Iodobenzeno está disponível comercialmente, mas podem ser preparados em laboratório a partir de anilina por meio do reação de Sandmeyer. No primeiro passo, o grupo funcional amina é diazotado com ácido clorídrico e nitrito de sódio. Iodeto de potássio é adicionado ao resultante cloreto de benzenodiazônio, causando liberação de gás nitrogênio. O produto é separado por destilação a vapor.
Alternativamente, pode ser produzido por aquecimento em refluxo de iodo e ácido nítrico com benzeno.